# Baktat
Baktat International, in Deutschland BLG Kardeşler Lebensmittelhandelsgesellschaft mbH, hieß eine Unternehmensgruppe des Lebensmittelhandels mit Hauptsitz im Mannheimer Ortsteil Neckarau, die heute unter dem Namen SUNTAT firmiert. Das erste Unternehmen dieser Gruppe wurde 1986 in der Türkei in Sungurlu gegründet.

## Geschichte
Zu der heute unter der Marke SUNTAT am internationalen Markt auftretenden Gruppe gehören insgesamt vierzehn Unternehmen, die etwa 1800 Mitarbeiter beschäftigen (Stand 2023) und 130 Millionen Euro im Geschäftsjahr 2013 umsetzten. Sie wurde unter dem Namen Baktat 1986 aus einem kleinen türkischen Lebensmittelgeschäft im Mannheimer Jungbusch von Muharrem († 1992) und seinen vier Brüdern Halil, Mustafa, Ali und Kadir der türkisch-deutschen Familie Baklan gegründet.
Baktat heißt übersetzt in etwa: „Schau, was für ein Geschmack“ oder „Sieh hin und schmecke“.
Geschäftsführer der BLG Kardeşler Lebensmittelhandelsgesellschaft mbH sind die Brüder Mustafa und Kadir Baklan. Sie beschäftigen am Hauptsitz in Mannheim circa 100 Mitarbeiter.
Die BLG Kardeşler Lebensmittelhandelsgesellschaft mbH ist einer der größten Anbieter türkischer Lebensmittel in Deutschland. Unter dem Markennamen SUNTAT werden über 1200 verschiedene mediterrane Produkte hergestellt und vertrieben. Insgesamt umfasst das Sortiment im Geschäftsjahr 2014 über 3.000 Produkte und wird weltweit in über 50 Ländern angeboten.
Mustafa Baklans Brüder Halil und Ali führen die Produktionsunternehmen in Gemlik, Bursa, Turgutlu und Akhisar in der Türkei.

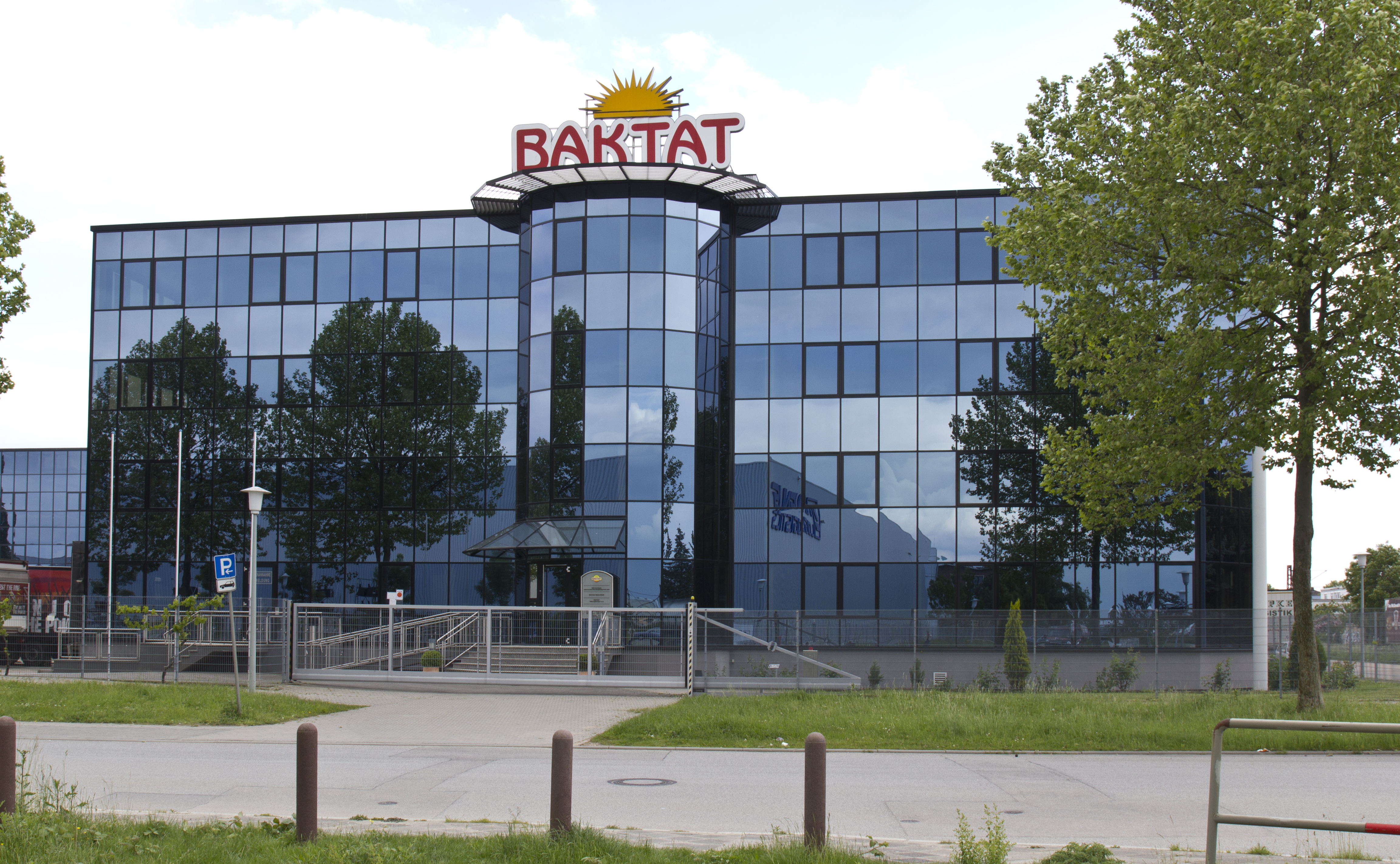
Firmenzentrale mit dem alten Logo

## Rechtsstreit
Die geschützten Marken BAKTAT und BAK standen im Mittelpunkt einer langjährigen Auseinandersetzung zwischen den Erben des eigentlichen Markeninhabers Muharrem Baklan. Bereits im August 2017 urteilte das OLG Karlsruhe: es seien nicht die Brüder Mustafa und Kadir Baklan, sondern die Ehefrau und drei Söhne des im Mai 1992 bei einem Autounfall verstorbenen Markeninhabers Muharrem Baklan die rechtmäßigen Markenrechtsinhaber. Mit Beschluss vom 21. Juni 2018 wies auch der BGH die Beschwerde der Gegenseite zurück (Beschluss des BGH vom 21. Juni 2018, AZ BGH I ZR 142/17). Das Urteil ist rechtskräftig.
Nach dem Rechtsstreit werden die Produkte seit 2017 unter der Marke SUNTAT verkauft. SUNTAT ist ein Kunstwort und setzt sich zusammen aus den Silben „SUN“ für die Heimatstadt Sungurlu der Familie Baklan und der Silbe „TAT“ was das türkische Wort für Geschmack ist.
Die Erben von Muharrem Baklan, die Brüder Ulas, Özgür und Inan Baklan, führen ihrerseits seit 2018 mit der neu gegründeten Baktat AG die Marken BAKTAT und BAK fort.

## Auszeichnungen
Das Unternehmen wurde 2000 mit dem Verdienstkreuz der Türkei ausgezeichnet. Die private spanische Wirtschaftsinitiative B.I.D. (Business Initiative Directions) verlieh ihm 1986 für seine Qualitätsbemühungen im Sinne eines Total-Quality-Management den „Goldenen Stern“ (Estrella de Oro) und ein Weltqualitätszertifikat.

## Engagement
Mit dem 2005 gegründeten Verein SUNTAT Bildungsbrücke e. V. unterstützt das Unternehmen türkische Schulen mit Bildungsmaterial. BLG Kardeşler gehört zu den Förderern der privaten Hochschule der Wirtschaft für Management in Mannheim und der Freien Interkulturellen Waldorfschule Mannheim-Neckarstadt. Das Unternehmen präsentierte sich in der Saison 2020/21 mit dem Markennamen SUNTAT als Trikotsponsor des Fußball-Drittligisten SV Waldhof Mannheim.
Mustafa Baklan (* 1956 in Çorum) lebt seit 1972 in Mannheim und war von 1995 bis 2008 Vorsitzender des im Jahre 1995 gegründeten Verbandes Türkischer Unternehmer Rhein-Neckar e. V. (TID).

## Film
- Türkische Spezialitäten aus Mannheim – Das Familienunternehmen BAKTAT. (Alternativtitel: Mustafa Baklan – Eine deutsch-türkische Erfolgsgeschichte. Oder: Mustafa Baklan – ein türkisch-deutsches Erfolgsmodell.) Dokumentarfilm, Deutschland, 2012, 29 Min., Buch und Regie: Karin Haug, Produktion: SWR, Reihen: made in Südwest, Mensch Leute, Erstsendung: 27. Januar 2012 bei SWR, Inhaltsangabe von ARD.